# Крилолапа
Крилолапа — в геральдиці негеральдична фігура. Гербова фігура має дві різні форми подання на гербі.
- Підняте орлине крило рівне половині геральдичного польоту на пташиній лапі. Крила і лапи птахів, як правило, по-різному забарвлені. Можливо також зображення у клейноді.
- Напівполет розправляється, щоб заповнити щит, на лапі того самого кольору, часто змінюється людською рукою, що тримає зброю, наприклад, меч. Положення руки і меча повинно бути зазначено в описі герба.

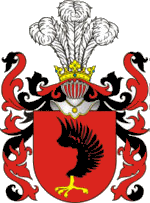
Крилолапа
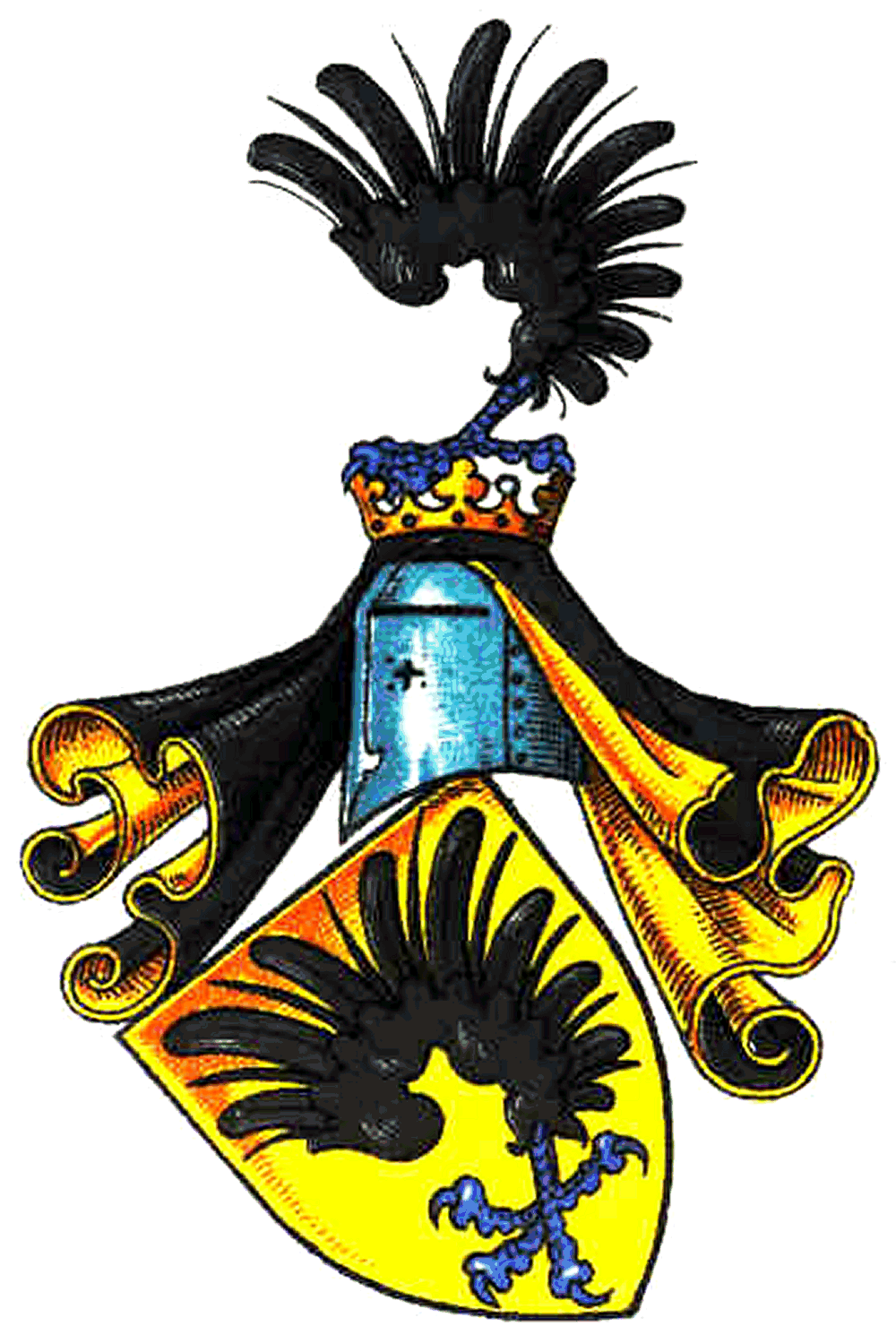
Родовий герб родини фон Зігротів
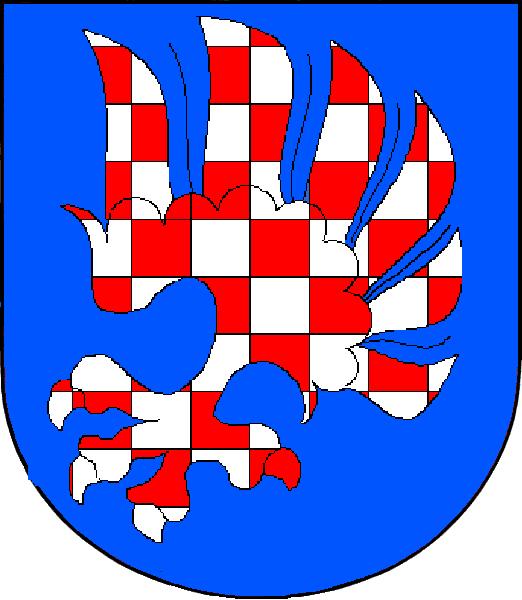
Пошахована крилолапа
Крилорука з мечем